# Distrito Financiero (Toronto)
El distrito financiero (en inglés: Financial District) es el distrito central de negocios del centro de la ciudad canadiense de Toronto, ciudad más poblada del país y capital de la provincia de Ontario. Originalmente, este distrito se planeó como la Ciudad Nueva (New Town) en 1796 como una extensión de la Ciudad de York, lo que más tarde se convertiría en el barrio de Saint Lawrence. Es el principal distrito financiero de Toronto y se considera el corazón de la industria financiera de todo Canadá. Está delimitada aproximadamente por Queen Street West al norte, Yonge Street al este, Front Street al sur y University Avenue al oeste, aunque muchas torres de oficinas en el centro de la ciudad se han construido y se están construyendo fuera de esta área, que extenderá los límites generales. Ejemplos de esta tendencia son Telus Harbour, RBC Centre y CIBC Square.